# Spartakov upor
Spartakov upor ali tretja suženjska vojna ali tretja servilna vojna ali gladijatorska vojna je najbolj znan upor sužnjev v Rimskem cesarstvu. Upor se je začel v mestu Capua (italijansko: Capua) pri gladiatorjih, zatem pa so se jim pridružili tudi drugi sužnji – skupaj jih je bilo okrog 60.000. Kaj kmalu so se med uporniki razrasla nasprotja – nekateri so hoteli domov, drugi pa so hoteli ropati in nadaljevati svoj upor. 
Upor je leta 71 pred našim štetjem na ukaz senata zatrl takratni konzul Mark Licinij Kras. Upor je bil zatrt po dveh letih bojevanja. Nek del sužnjev se je odločil pobegniti, a jih je prestregel Pompej, ki se je vračal iz Španije. V znak maščevanja je Kras dal križati približno 6000 ujetnikov. Vse ujetnike so pribili na križe, ki so jih postavili ob Apijevi cesti (via Appia). S tem dogodkom je bil zadušen eden najbolj znanih uporov sužnjev. 

## Ozadje
V različnih obdobjih rimske zgodovine je obstoj bazena poceni delovne sile v obliki sužnjev predstavljal pomemben dejavnik v gospodarstvu. Sužnji so bili pridobljeni za rimsko delovno silo na različne načine, vključno z nakupom od tujih trgovcev in zasužnjevanjem tujih prebivalcev z vojaškimi osvajanji. Z močno vpletenostjo Rima v osvajalne vojne v 2. in 1. stoletju pr. n. št. je bilo v rimsko gospodarstvo uvoženih na desettisoče do stotisoče sužnjev naenkrat iz različnih evropskih in sredozemskih pridobitev. Medtem ko je bila omejena uporaba sužnjev kot služabnikov, obrtnikov in osebnih spremljevalcev, je ogromno število sužnjev delalo v rudnikih in na kmetijskih zemljiščih Sicilije in južne Italije.
Večinoma so bili sužnji v času Rimske republike obravnavani ostro in zatiralsko. Po republikanski zakonodaji je bil suženj lastnina, ne oseba. Lastniki so lahko zlorabljali, poškodovali ali celo ubili svoje sužnje brez pravnih posledic. Čeprav je bilo veliko stopenj in vrst sužnjev, so bile najnižje – in najštevilčnejše – stopnje, ki so delale na poljih in v rudnikih, podvržene življenju trdega fizičnega dela.
Velika velikost in zatiralsko ravnanje s suženjskim prebivalstvom sta privedla do uporov. Leta 135 pr. n. št. in 104 pr. n. št. sta na Siciliji izbruhnili prva in druga suženjska vojna, kjer so majhne skupine upornikov našle na desettisoče voljnih privržencev, ki so si želeli pobegniti pred zatiralskim življenjem rimskega sužnja. Čeprav so Rimski senat te dogodke obravnavali kot resne državljanske nemire, ki so zahtevali leta in neposredno vojaško posredovanje za zatrtje, niso nikoli veljali za resno grožnjo Republiki. Rimsko osrčje še nikoli ni doživelo suženjskega upora, niti sužnji niso bili nikoli obravnavani kot potencialna grožnja mestu Rim. To se je spremenilo s Tretjo suženjsko vojno.

## Začetek upora (73 pr. n. št.)

### Kapuanski upor
V Rimski republiki 1. stoletja pr. n. št. so bile gladiatorske igre ena izmed bolj priljubljenih oblik zabave. Da bi zagotovili gladiatorje za tekmovanja, je bilo po vsej Italiji ustanovljenih več šol za usposabljanje ali ludi. V teh šolah so vojne ujetnike in obsojene kriminalce – ki so veljali za sužnje – učili veščin, potrebnih za boj v gladiatorskih igrah. Leta 73 pr. n. št. je skupina približno 200 gladiatorjev v kapujski šoli v lasti Lentula Batiatusa načrtovala pobeg. Ko je bil njihov načrt izdan, je skupina približno 70 mož zasegla kuhinjske pripomočke ("sekire in ražnje"), se prebila iz šole in zasegla več vozov gladiatorskega orožja in oklepov.
Ko so bili svobodni, so pobegli gladiatorji izbrali vodje izmed sebe, izbrali sta dva galska sužnja – Crixusa in Oenomausa – ter Spartaka, za katerega se je govorilo, da je bil tračanski pomožni vojak iz rimskih legij, kasneje obsojen na suženjstvo ali ujetnik, ki so ga zajele legije. Obstaja nekaj vprašanj glede Spartakove narodnosti. Thraex je bil tip gladiatorja v Rimu, zato se "Tračan" morda preprosto nanaša na slog gladiatorskega boja, v katerem je bil usposobljen. Po drugi strani so bila imena, skoraj enaka Spartakovim, zabeležena med petimi od dvajsetih tračanskih odriških vladarjev Bosporskega kraljestva, začenši s Spartokom I., ustanoviteljem Spartakidske dinastije. Ime je izhajalo iz tračanskih besed *sparas "kopje, sulica" in *takos "slaven" in je torej pomenilo "slaven s kopjem".
Ti pobegli sužnji so uspeli premagati majhno enoto vojakov, poslanih za njimi iz Kapue, in se opremiti z zajeto vojaško opremo ter svojim gladiatorskim orožjem. Viri so si nekoliko protislovni glede vrstnega reda dogodkov takoj po pobegu,"ampak se na splošno strinjajo, da je ta skupina pobeglih gladiatorjev ropala regijo okoli Kapue, v svoje vrste rekrutirala številne druge sužnje in se sčasoma umaknila na bolj obrambni položaj na Vezuvu.

### Poraz pretorijanskih vojsk
Ker sta se upor in ropanje dogajala v Kampaniji, ki je bila počitniška regija bogatih in vplivnih v Rimu ter lokacija številnih posestev, je upor hitro pritegnil pozornost rimskih oblasti. Sprva so upor obravnavali bolj kot velik val kriminala kot oborožen upor.
Vendar pa je Rim pozneje istega leta poslal vojaško silo pod pretorijansko oblastjo, da bi zatrla upor. Rimski pretor, Gaj Klavdij Glaber, je zbral silo 3.000 mož, ne rednih legij, ampak samo milico "zbrano v naglici in naključno, saj Rimljani tega še niso imeli za vojno, ampak za ropanje, nekaj podobnega roparskemu napadu." Glaberjeve sile so oblegale sužnje na Vezuvu, blokirale so tudi edino znano pot navzdol z gore. Ker so bili sužnji tako zadržani, je bil Glaber zadovoljen, da je čakal, dokler lakota ne bi prisilila sužnje k predaji.
Čeprav sužnji niso imeli vojaškega usposabljanja, so Spartakove sile pokazale iznajdljivost pri uporabi razpoložljivih lokalnih orodij in pri uporabi pametnih, neortodoksnih taktik pri soočanju z disciplinirano rimsko pehoto. V odgovor na Glaberjevo obleganje so Spartakovi možje izdelali vrvi in lestve iz vinske trte in dreves, ki so rasla na pobočjih Vezuva, in jih uporabili za spuščanje po vrvi po pečinah na strani gore nasproti Glaberjevih sil. Premaknili so se okoli vznožja Vezuva, obkolili vojsko in uničili Glaberjeve može.
Druga odprava, pod pretorjem Publijem Varinijem, je bila nato poslana proti Spartaku. Iz nekega razloga se zdi, da je Varinij razdelil svoje sile pod poveljstvom svojih podrejenih Furija in Kosinija. Plutarh omenja, da je Furij poveljeval približno 2.000 možem, vendar niti moč preostalih sil niti to ali je bila odprava sestavljena iz milice ali legij, nista znana. Te sile je prav tako premagala vojska pobeglih sužnjev: Kosinij je bil ubit, Varinij je bil skoraj ujet, opremo vojsk pa so zasegli sužnji.
S temi zmagami se je Spartakovim silam pridružilo vse več sužnjev, pa tudi "mnogi pastirji in [pastir|[ovčarji]] iz regije", kar je njihove vrste povečalo na približno 70.000 ljudi. Uporniški sužnji so zimo 73–72 pr. n. št. preživeli v urjenju, oboroževanju in opremljanju svojih novih rekrutov ter širjenju svojega območja napadov, da bi vključili mesta Nola, Nocera Inferiore, Thurii in Metapontum.
Zmaga uporniških sužnjev ni prišla brez stroškov. Nekje med temi dogodki je bil eden od njihovih voditeljev, Oenomaus, izgubljen – verjetno v bitki – in se v zgodovini ne omenja več.

## Motivacija in vodstvo pobeglih sužnjev
Do konca leta 73 pr. n. št. sta Spartak in Crixus poveljevala veliki skupini oboroženih mož z dokazano sposobnostjo, da se uprejo rimskim vojskam. Kaj so nameravali storiti s to silo, je sodobnim bralcem nekoliko težko določiti. Ker je bila tretja suženjska vojna na koncu neuspešen upor, ne obstaja nobeno poročilo iz prve roke o motivih in ciljih sužnjev, zgodovinarji, ki pišejo o vojni, pa predlagajo protislovne teorije.
Mnogi priljubljeni sodobni opisi vojne trdijo, da je prišlo do frakcijskega razkola med pobeglimi sužnji, med tistimi pod Spartakom, ki so želeli pobegniti čez Alpe na svobodo in tistimi pod Crixusom, ki so želeli ostati v južni Italiji in nadaljevati z ropanjem in plenjenjem. Zdi se, da je to interpretacija dogodkov, ki temelji na naslednjem: regije, ki jih Florus navaja kot napadene s strani sužnjev, vključujejo Thurii in Metapontum, ki sta geografsko oddaljeni od Nole in Nocera Inferiore.
To kaže na obstoj dveh skupin: Lucij Gelij je sčasoma napadel Crixusa in skupino približno 30.000 privržencev, ki so opisani kot ločeni od glavne skupine pod Spartakom. Plutarh opisuje željo nekaterih pobeglih sužnjev, da bi plenili Italijo, namesto da bi pobegnili čez Alpe. Čeprav klasični viri ne nasprotujejo temu frakcijskemu razkolu, se zdi, da ni neposrednih dokazov, ki bi ga podprli.
Fiktivni opisi včasih prikazujejo uporniške sužnje kot starorimske borce za svobodo, borili so se za spremembo pokvarjene rimske družbe in za odpravo rimske institucije suženjstva. Čeprav temu klasični zgodovinarji ne nasprotujejo, noben zgodovinski zapis ne omenja, da je bil cilj uporniških sužnjev odprava suženjstva v Rimski republiki, niti se zdi, da bi bila katera koli dejanja uporniških voditeljev, ki so sami zagrešili številne grozote, posebej usmerjena v odpravo suženjstva.
Celo klasični zgodovinarji, ki so pisali le nekaj let po samih dogodkih, se zdijo razdeljeni glede Spartakovih motivov. Apijan in Florus pišeta, da je nameraval marširati na sam Rim—čeprav je to morda bilo le odraz rimskih strahov. Če je Spartak res nameraval marširati na Rim, je bil to cilj, ki ga je moral kasneje opustiti. Plutarh piše, da je Spartak želel le pobegniti proti severu v Cisalpsko Galijo in razpustiti svoje može nazaj domov.
Ni gotovo, da so bili sužnji homogena skupina pod vodstvom Spartaka, čeprav to namigujejo rimski zgodovinarji. Zagotovo so omenjeni drugi voditelji sužnjev — Crixus, Oenomaus, Gannicus in Castus — in iz zgodovinskih dokazov ni mogoče ugotoviti ali so bili pomočniki, podrejeni ali celo enakovredni vodje lastnih skupin, ki so potovale v konvoju s Spartakovimi ljudmi.

## Poraz konzularnih vojsk (72 pr. n. št.)
Spomladi leta 72 pr. n. št. so pobegli sužnji zapustili svoja zimska taborišča in se začeli premikati proti severu proti Cisalpinski Galiji. Senat, prestrašen zaradi velikosti upora in poraza pretorijanskih vojsk Glaberja in Varinija, je poslal par konzularnih legij pod poveljstvom Lucija Gelija in Gneja Kornelija Lentula Klodijana. Sprva so bile konzularne vojske uspešne. Gelij se je spopadel s skupino približno 30.000 sužnjev pod poveljstvom Crixusa, blizu gore Garganus in ubil dve tretjini upornikov, vključno s Crixusom.
Na tej točki se klasični viri razhajajo glede poteka dogodkov, ki se ne ujemajo, dokler se v vojno ne vključi Mark Licinij Kras. Dve najobsežnejši (ohranjeni) zgodovini vojne, ki sta jih napisala Apijan in Plutarh, podrobno opisujeta zelo različne dogodke. Nobena od njiju si neposredno ne nasprotuje, temveč preprosto poroča o različnih dogodkih, pri čemer nekatere dogodke v drugi zgodbi ignorira in poroča o dogodkih, ki so značilni le za to zgodbo.

### Zgodovina Apijana
Po Apijanu je bila bitka med Gelijevimi legijami in Crixusovimi možmi blizu gore Garganus začetek dolge in kompleksne serije vojaških manevrov, ki so skoraj privedli do napada Spartakovih sil na mesto Rim. Po zmagi nad Crixusom se je Gelij premaknil proti severu, sledil je glavni skupini sužnjev pod Spartakom, ki so se odpravljali proti Cisalpski Galiji. Vojska Lentula je bila razporejena, da bi Spartaku preprečila pot in konzula sta upala, da bosta uporniške sužnje ujela med seboj. Spartakova vojska se je srečala z Lentulovo legijo, jo premagala, se obrnila in uničila Gelijevo vojsko, kar je prisililo rimske legije k neurejenemu umiku.
Apijan trdi, da je Spartak usmrtil okoli 300 ujetih rimskih vojakov, da bi maščeval smrt Crixusa in jih prisilil, da se borijo med seboj do smrti kot gladiatorji. Po tej zmagi je Spartak s svojimi privrženci (okoli 120.000) hitro napredoval proti severu, potem ko je sežgal ves svoj neuporaben material, pobil vse svoje ujetnike in zaklal svoje tovorne živali, da bi pospešil svoje gibanje".
Poražene konzularne vojske so se umaknile v Rim, da bi se pregrupirale, medtem ko so se Spartakovi privrženci premikali proti severu. Konzula sta se ponovno spopadla s Spartakom v bitki pri Picenumu nekje v regiji Picenum in bila ponovno poražena. Apijan trdi, da je Spartak na tej točki spremenil svoj namen marša na Rim – kar nakazuje, da je bil to Spartakov cilj po spopadu v Picenumu – saj "se še ni čutil pripravljenega za takšno vrsto boja, saj celotna njegova sila ni bila primerno oborožena, saj se mu ni pridružilo nobeno mesto, ampak le sužnji, dezerterji in drhal". Spartak se je odločil, da se ponovno umakne v južno Italijo. Sužnji so zavzeli mesto Thurii in okoliško podeželje, se oborožili, ropali okoliška ozemlja, trgovali z ropom z trgovci za bron in železo (s katerim so izdelovali več orožja) in se občasno spopadali z rimskimi silami, ki so bile vedno poražene.

### Plutarhova zgodovina
Plutarhov opis dogodkov se bistveno razlikuje od Apijanovega. Po Plutarhu so se po bitki med Gelijevo legijo in Crixusovimi možmi (ki jih Plutarh opisuje kot "Germane") blizu gore Garganus Spartakovi možje spopadli z legijo, ki ji je poveljeval Lentul, jo premagali, zasegli rimske zaloge in opremo, nato pa prodrli v severno Italijo. Po tem porazu, je Rimski senat oba konzula razrešil poveljstva nad njunima vojskama in ju poklical nazaj v Rim. Plutarh sploh ne omenja, da bi se Spartak spopadel z Gelijevo legijo, niti da bi se Spartak soočil z združenimi konzularnimi legijami v Picenumu.
Plutarh nato podrobno opiše konflikt, ki ni omenjen v Apijanovi zgodovini. Po Plutarhu je Spartakova vojska nadaljevala proti severu v regijo okoli Mutine (današnja Modena). Tam je rimska vojska približno 10.000 vojakov – pod vodstvom guvernerja Cisalpinske Galije, Gaja Kasija Longina (konzul 73 pr. n. št.) – poskušala preprečiti Spartakov napredek in je bila prav tako poražena. Plutarh ne omenja nadaljnjih dogodkov do začetnega spopada med Mark Licinij Krasom in Spartakom spomladi 71 pr. n. št., pri čemer izpušča pohod na Rim in umik v Turij, ki ga opisuje Apijan. Ker Plutarh opisuje Krasa, ki je Spartakove privržence prisilil k umiku proti jugu iz Picenuma, bi se lahko sklepalo, da so se uporni sužnji približali Picenumu z juga v začetku leta 71 pr. n. št., kar pomeni, da so se umaknili iz Mutine v južno ali osrednjo Italijo za zimo 72–71 pr. n. št. Zakaj bi to storili, ko očitno ni bilo razloga, da ne bi pobegnili čez Alpe – Spartakov cilj po Plutarhu – ni pojasnjeno.

## Vojna pod Krasom (71 pr. n. št.)

### Kras prevzame poveljstvo nad legijami
Kljub protislovjem v klasičnih virih glede dogodkov leta 72 pr. n. št. se zdi, da obstaja splošno soglasje, da sta bila Spartak in njegovi privrženci v začetku leta 71 pr. n. št. na jugu Italije. Senat, zaskrbljen zaradi očitno neustavljivega upora, je nalogo zatiranja le-tega prepustil Mark Licinij Krasu. Kras je bil poveljnik na terenu pod Sulo med državljansko vojno med Sulo in Marijevo frakcijo leta 82 pr. n. št. in je služil pod Sulo med diktaturo, ki je sledila.
Kras je dobil preturo in dodeljenih mu je bilo šest novih legij poleg dveh nekdanjih konzularnih legij Lucija Gelija in Gneja Kornelija Lentula Klodijana, kar mu je dalo ocenjeno vojsko približno 32.000–48.000 izurjenih rimskih legionarjev in pomožnih enot (velikost republikanskih legij je precej nihala). Kras je svoje legije obravnaval s strogo, celo brutalno disciplino, oživljajoč kazen decimiranja (desetkanja) enot v svoji vojski. Apijan ni prepričan ali je decimiral dve konzularni legiji zaradi strahopetnosti, ko je bil imenovan za njihovega poveljnika ali pa je dal decimacijo celotne svoje vojske zaradi kasnejšega poraza (dogodek, v katerem bi bilo usmrčenih do 4.000 legionarjev).
Plutarh omenja le decimacijo 50 legionarjev ene kohorte kot kazen po Mumijevem porazu v prvem spopadu med Krasom in Spartakom. Ne glede na dogodke je Krasovo ravnanje z legijami dokazalo, da "je bil zanje nevarnejši kot sovražnik" in jih je spodbudilo k zmagi, namesto da bi tvegali, da bi razjezili svojega poveljnika.

### Kras in Spartak
Ko so se Spartakove sile ponovno premaknile proti severu, je Kras razporedil šest svojih legij na mejah regije (Plutarh trdi, da se je začetna bitka med Krasovimi legijami in Spartakovimi privrženci zgodila blizu regije Picenum, Apijan trdi, da se je zgodila blizu regije Samnium). Kras je odposlal dve legiji pod svojim legatom, Mumijem, da bi manevrirali za Spartakom, vendar jim je dal navodila, naj se ne spopadejo z uporniki. Ko se je ponudila priložnost, je Mumij prekršil navodila, napadel Spartakove sile in bil poražen. Kljub tej začetni izgubi se je Kras spopadel s Spartakom in ga premagal, pri čemer je ubil približno 6.000 upornikov.
Zdelo se je, da se je tok vojne obrnil. Krasove legije so zmagale v več spopadih, ubile na tisoče uporniških sužnjev in prisilile Spartaka, da se je umaknil proti jugu skozi Lukanijo do ožine blizu Messine. Po Plutarhu je Spartak sklenil dogovor s kilikijskimi pirati, da ga prepeljejo in približno 2.000 njegovih mož na Sicilijo, kjer je nameraval sprožiti upor sužnjev in zbrati okrepitve. Pirati so ga izdali, vzeli plačilo in nato zapustili uporniške sužnje. Manjši viri omenjajo, da so uporniki poskušali zgraditi splave in ladje kot sredstvo za pobeg, vendar je Kras sprejel nedoločene ukrepe, da bi zagotovil, da uporniki ne morejo prečkati na Sicilijo in njihova prizadevanja so bila opuščena. Spartakove sile so se umaknile proti Regiju (današnja Kalabrisa), Krasove legije so sledile; ob prihodu je Kras zgradil utrdbe čez ožino pri Rhegiumu, kljub nadlegovalnim napadom uporniških sužnjev. Uporniki so bili oblegani in odrezani od svojih zalog.

### Konec vojne
Pompejeve legije so se vračale v Italijo, potem ko so zatrle upor Kvint Sertorija v Hispaniji. Viri se ne strinjajo ali je Kras zahteval okrepitve ali pa je senat preprosto izkoristil Pompejevo vrnitev v Italijo, vendar je bilo Pompeju ukazano, naj obide Rim in se odpravi na jug, da bi pomagal Krasu. Senat je poslal tudi okrepitve pod poveljstvom "Lukula", za katerega je Apijan zmotno mislil, da je Lucij Licinij Lukull, poveljnik sil, vpletenih v tretjo mitridatsko vojno, vendar se zdi, da je bil prokonzul Makedonije, Mark Terencij Varro Lukull, mlajši brat prvega. Ko so Pompejeve legije korakale s severa in Lukulove čete pristale v Brindisi, je Kras spoznal, da če ne bo hitro zatrl suženjskega upora, bo zasluga za vojno pripadla generalu, ki je prispel z okrepitvami, in je svoje legije spodbudil, naj hitro končajo konflikt.
Ko je slišal za Pompejev prihod, se je Spartak poskušal pogajati s Krasom, da bi končal konflikt, preden bi prispele rimske okrepitve. Ko je Kras zavrnil, sta Spartak in njegova vojska prebila rimske utrdbe in se odpravila po polotoku Bruttium, Krasove legije pa so jih zasledovale. Legijam je uspelo ujeti del upornikov – pod poveljstvom Gannicusa in Castusa – ločenih od glavne vojske, pri čemer so ubili 12.300 mož. Plutarh navaja številko 12.300 ubitih upornikov. Tit Livij trdi 35.000.
Čeprav je Spartak izgubil veliko mož, so tudi Krasove legije močno trpele. Rimske sile pod poveljstvom konjeniškega častnika Lucija Kvinkcija so bile uničene, ko so se nekateri pobegli sužnji obrnili, da bi se jim zoperstavili. Uporniški sužnji niso bili profesionalna vojska in so dosegli svojo mejo. Niso bili pripravljeni bežati dlje in skupine mož so se ločevale od glavne sile, da bi neodvisno napadale Krasove legije.
Ko se je disciplina zlomila, je Spartak obrnil svoje sile in vso svojo moč usmeril proti legijam. V tem zadnjem boju  pri reki Silarius so bile Spartakove sile razbite, velika večina jih je bila ubita na bojišču. Vsi antični zgodovinarji so navedli, da je bil Spartak ubit tudi na bojišču, vendar njegovo truplo ni bilo nikoli najdeno.

## Posledice
Uporniki Tretje suženjske vojne so bili uničeni s strani Krasa. Pompejeve sile se niso neposredno spopadle s Spartakovimi silami, vendar so njegove legije, ki so se premikale s severa, uspele preganjati okoli 5.000 upornikov, ki so bežali iz bitke, "vse je pobil". Po tej akciji je Pompej poslal depešo senatu, v kateri je dejal, da čeprav je Kras zagotovo premagal sužnje v odprti bitki, je on, Pompej, končal vojno, s čimer si je prisvojil velik del zaslug in si prislužil Krasovo sovraštvo. Medtem, ko je bila večina uporniških sužnjev ubita na bojišču, je bilo okoli 6.000 preživelih ujetih s strani Krasovih legij, vsi pa so bili križanih vzdolž Apijeve ceste od Rima do Kapue.
Pompej in Kras sta požela politično korist, ker sta zatrla upor; oba sta se vrnila v Rim s svojimi legijami in jih nista hotela razpustiti, ampak sta se utaborila zunaj Rima. Oba sta kandidirala za konzulat leta 70 pr. n. št., čeprav Pompej ni bil upravičen zaradi svoje mladosti in pomanjkanja službe kot pretor ali kvestor. Oba sta bila izvoljena za konzula za leto 70 pr. n. št., deloma zaradi implicitne grožnje njunih oboroženih legij, utaborjenih zunaj mesta.
Leta 60 pr. n. št. je oče bodočega cesarja Avgusta, Gaj Oktavij, bil poslan s strani senata, da zatre upor sužnjev v Turiju. Ti sužnji so predhodno sodelovali v uporih, ki sta jih vodila Spartak in Katilina.
Težko je določiti, v kolikšni meri so dogodki te vojne prispevali k spremembam v odnosu do rimskih sužnjev, njihove uporabe in zakonskih pravic, ki so jim bile dodeljene. Vendar se zdi, da je konec suženjskih vojn sovpadal s koncem obdobja najpogostejše uporabe sužnjev v Rimu in začetkom novega dojemanja sužnjev v rimski družbi in pravu.
Zagotovo je upor pretresel rimsko ljudstvo, ki je "iz golega strahu začelo ravnati s svojimi sužnji manj ostro kot prej." Bogati lastniki latifundij so začeli zmanjševati število kmetijskih sužnjev in se odločili zaposliti veliko skupino nekdanjih razlaščenih svobodnjakov v dogovorih o delitvi pridelka. S koncem Avgustove vladavine (27 pr. n. št. – 14 n. št.) so se glavne rimske osvajalne vojne ustavile do vladavine cesarja Trajana (vladal 98–117 n. št.) in z njimi se je končala oskrba z obilnimi in poceni sužnji preko vojaških osvajanj. To obdobje miru je dodatno spodbudilo uporabo osvobojencev kot delavcev na kmetijskih posestvih.
Pravni status in pravice rimskih sužnjev so se prav tako začele spreminjati. V času cesarja Klavdija (vladal 41–54 n. št.) je bila sprejeta ustava, ki je ubijanje starega ali bolnega sužnja opredelila kot umor in določila, da če so takšne sužnje lastniki zapustili, so postali osvobojenci. Pod Antoninom Pijem (vladal 138–161 n. št.) so zakoni dodatno razširili pravice sužnjev, lastnike so držali odgovorne za ubijanje sužnjev, prisilili prodajo sužnjev, kadar je bilo mogoče dokazati, da so bili zlorabljeni, in zagotovili (teoretično) nevtralno tretjo stranko, na katero se je suženj lahko pritožil. Čeprav so se te pravne spremembe zgodile prepozno, da bi bile neposredni rezultati Tretje suženjske vojne, predstavljajo pravno kodifikacijo sprememb v rimskem odnosu do sužnjev, ki so se razvijale desetletja.
Tretja suženjska vojna je bila zadnja suženjska vojna in Rim ni doživel več upora sužnjev takšne razsežnosti.

### Klasična dela
- Appian, Civil wars, Penguin Classics; New Ed edition, 1996. ISBN 0-14-044509-9.
- Caesar, Julius, Commentarii de Bello Gallico.
- Cicero, M. Tullius. The Orations of Marcus Tullius Cicero, literally translated by C. D. Yonge, "for Quintius, Sextus Roscius, Quintus Roscius, against Quintus Caecilius, and against Verres". London. George Bell & Sons. 1903. OCLC: 4709897
- Florus, Publius Annius, Epitome of Roman History. Harvard University Press, 1984. ISBN 0-674-99254-7
- Frontinus, Sextus Julius, Stratagems, Loeb edition, 1925 by Charles E. Bennett. ISBN 0-674-99192-3
- Gaius the Jurist, Gai Institvtionvm Commentarivs Primvs
- Livius, Titus, This History of Rome
- Livius, Titus, Periochae, K.G. Saur Verlag, 1981. ISBN 3-519-01489-0
- Orosius, Histories.
- Plutarchus, Mestrius, Plutarch's Lives, "The Life of Crassus" and "The Life of Pompey". Modern Library, 2001. ISBN 0-375-75677-9.
- Sallust, Histories, P .McGushin (Oxford,1992/1994) ISBN 0-19-872140-4
- Seneca, De Beneficiis
- Suetonius, Lives of the Twelve Caesars: The Life of Claudius.

### Sodobne knjige
- Bradley, Keith. Slavery and Rebellion in the Roman World. Bloomington: Indiana University Press, 1989. ISBN 0-7134-6561-1.
- Broughton, T. Robert S. Magistrates of the Roman Republic, vol. 2. Cleveland: Case Western University Press, 1968.
- Davis, William Stearns ed., Readings in Ancient History: Illustrative Extracts from the Sources, 2 Vols, Vol. II: Rome and the West. Boston: Allyn and Bacon, 1912–13.
- Matyszak, Philip, The Enemies of Rome, Thames & Hudson, 2004. ISBN 0-500-25124-X.
- Mommsen, Theodor, The History of Rome, Books I-V, Project Gutenberg electronic edition, 2004. ISBN 0-415-14953-3.
- Shaw, Brent. Spartacus and the Slave Wars: a brief history with documents. 2001.
- Smith, William, D.C.L., LL.D., A Dictionary of Greek and Roman Antiquities, John Murray, London, 1875.
- Strachan-Davidson, J. L. (ed.), Appian, Civil Wars: Book I, Oxford University Press, 1902 (repr. 1969).
- Strauss, Barry. The Spartacus War Simon & Schuster, 2009. ISBN 1-4165-3205-6.

### Multimedija
- Fagan, Garret G., "The History of Ancient Rome: Lecture 23, Sulla's Reforms Undone", The Teaching Company. [sound recording:CD].